# The Lady in My Life
Pistes de Thriller
P.Y.T. (Pretty Young Thing)
(8)
The Lady in My Life est une chanson du chanteur américain Michael Jackson écrite et composée par Rod Temperton et produite par Quincy Jones pour l'album Thriller. Il s'agit de la neuvième et dernière piste de l'album. Elle est avec Baby Be Mine l'une des deux chansons de l'album à ne pas être sortie en single,.
Bien qu'elle ne soit pas sortie en single, la chanson obtient la certification d'or par la RIAA en 2022, en raison de sa diffusion sur diverses plateformes de streaming,.

## Contexte
En 1981, Rod Temperton écrit la chanson Somethin' Special, interprétée par Patti Austin, pour l'album The Dude de Quincy Jones. En 1982, au début de la production de l'album Thriller, Jones demande à Temperton d'écrire une ballade similaire pour Michael Jackson afin qu'elle puisse servir de morceau de clôture idéal pour l'album. Temperton écrit alors une chanson qui ressemble à une déclaration d'amour combinant romantisme et sensualité dans la promesse d'un amour éternel entre un homme et sa femme. 
Jackson, qui a 23 ans et est célibataire à l'époque, est d'abord mal à l'aise avec l'enregistrement initial de la chanson en raison des paroles auxquelles il ne s'identifie pas. À la suggestion de Jones, qui lui conseille de la chanter comme s'il priait littéralement quelqu'un à genoux, il demande que les lumières soient éteintes dans le studio d'enregistrement, comme il l'avait fait lors de l'enregistrement de She's Out of My Life pour son album précédent, Off the Wall (1979), et Jackson pouvait ainsi l'enregistrer avec la profondeur nécessaire. Les musiciens qui accompagnent Jackson sur la chanson sont réduits au minimum, y compris les membres de Toto, David Paich et Steve Porcaro aux synthétiseurs et Jeff Porcaro à la batterie. Le premier mixage de la chanson avait une durée plus de six minutes, mais certains refrains et le deuxième couplet ont été coupés pour l'amener à sa durée finale. The Lady in My Life est la dernière collaboration entre Temperton et Jackson.

## Composition et thème
La chanson est écrite dans la tonalité de do majeur. La voix de Jackson s'étend de mi4 à la5. Elle a un tempo modérément lent et un métronome de 73 battements par minute .
Cette chanson parle à une femme de l'amour qu'un homme ressent pour elle.

## Crédits
- Michael Jackson – voix
- Greg Phillinganes – Rhodes
- David Paich et Steve Porcaro – synthétiseur
- Paul Jackson – guitare
- Louis Johnson – basse
- Jeff Porcaro – batterie
- Michael Boddicker – émulateur
- Rod Temperton – rythmes

## Certifications
| Région                                | Certification | Ventes/Streams |
| ------------------------------------- | ------------- | -------------- |
| États-Unis (RIAA)                     | Or            | 500 000^       |
| ^Mise en rayon selon la certification |               |                |

## Reprises et échantillonnages
- Hey Lover (1995) de LL Cool J, en collaboration avec Boyz II Men, contient un sample de The Lady in My Life.
- The Lady In My Life a été échantillonné sur le titre Man In My Life de la chanteuse américaine Mýa, extrait de son album Fear of Flying de 2000[9].